# Mood 4 Luv (曲)
『Mood 4 Luv』（ムード・フォー・ラヴ）は、日本のR&BグループのSKOOP（現Skoop On Somebody）が1998年10月21日（リサイズ盤2005年3月24日）にリリースした通算5枚目のシングル。

## 概要
1998年10月21日に本曲を含む同名の2ndアルバム『Mood 4 Luv』が本項で記述した本作の8cmCDと同日発売された。
シングルは12cmリサイズ盤が2005年3月24日にリリースされている。
曲名は、FM NORTH WAVEでSKOOPが担当していたレギュラー番組『MOOD 4 LUV』から採られている。

## 収録曲
作詞・作曲・編曲：SKOOP
1. Mood 4 Luv
2. 時計
3. Mood 4 Luv (Backing Track)